# Richard Voliva
Richard Voliva, né le 18 octobre 1912 à Bloomington (Indiana) et mort le 2 novembre 1999, est un lutteur américain spécialiste de la lutte libre.

## Carrière
Richard Voliva participe aux Jeux olympiques d'été de 1936 à Berlin et remporte la médaille d'argent dans la catégorie de poids moyens.